# Religión en Tonga
La mayoría de los tonganos se considera cristiano, con una mayoría de confesión metodista. El Artículo 5 de la Constitución de Tonga, establece la libertad de culto. En la práctica es respetada por el gobierno y la sociedad, aunque existen algunas leyes que restringen el comercio y los medios de difusión de acuerdo con las normas religiosas cristianas. 

## Cristianismo

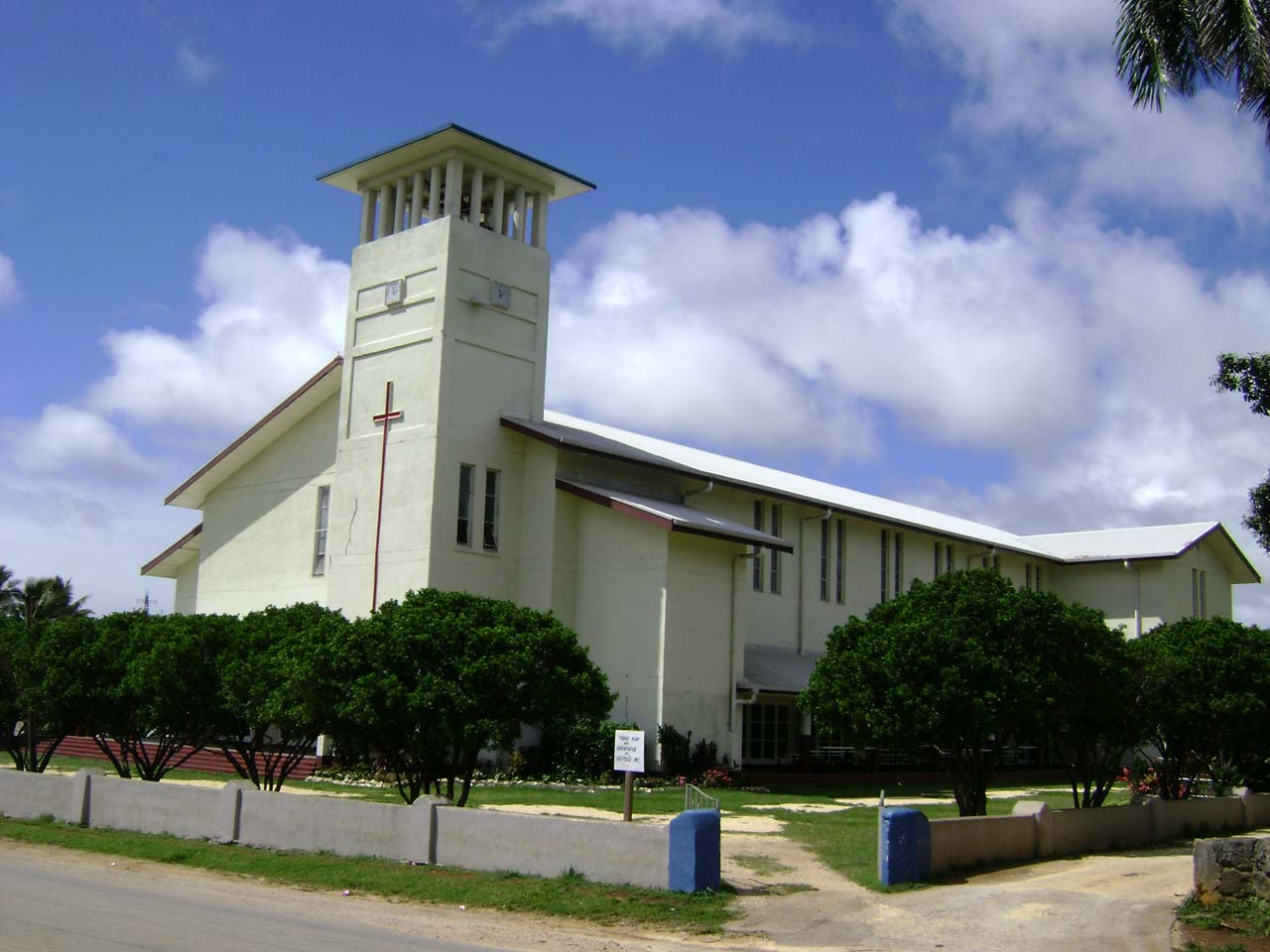
Capilla de la Iglesia Wesleyana Libre.

En Tonga, la iglesia funciona como el principal centro social. Se realizan servicios religiosos todos los domingos. Este día es celebrado como una jornada de reposo, consagrado en la Constitución.     

  
En 2019 la Iglesia de Jesucristo de los Santos de los Últimos Días afirma que tiene más de 65,532 miembros de Tonga (aproximadamente el 60% de la población) repartidos en 170 congregaciones. Según esta Iglesia, Tonga tiene el mayor número de Santos de los Últimos Días per cápita del mundo. Sin embargo, según el censo de 2011, solo el 18.01% de los tonganos pertenecen a esta denominación.

## Otras religiones
En cinco años, el budismo ha crecido del 0.2% al 0.4% entre los ciudadanos de Tonga. Mientras que el islam se ha reducido a 24 personas, desde su pico de 47. El hinduismo disminuyó de 104 personas en 2006 a 100 en 2010.
El bahaísmo en Tonga comenzó después de haber sido establecido como objetivo introducir la religión en 1953, los bahá'ís llegaron en 1954. Con conversiones y pioneros, la primera Asamblea Espiritual Local Bahá'í fue elegida en 1958. Menos de cuarenta años después, en 1996, los bahá'ís de Tonga establecieron su principal centro educativo, Ocean of Light International School. Alrededor de 2004 hubo 29 asambleas espirituales locales  y alrededor del 5% de la población nacional eran miembros del bahaísmo.  
La Comisión de Radiodifusión de Tonga (TBC) mantuvo la política de no permitir la discusión de miembros del bahaísmo sobre su fundador, Bahá'u'lláh en sus transmisiones de radio.

## Demografía
Según el censo de 2011, el 36% de la población tongana es miembro de la Iglesia Wesleyana Libre, incluido el rey Jorge Tupou V y la mayoría de la familia real. La Iglesia de Jesucristo de los Santos de los Últimos Días es el segundo grupo religioso más profesado en el país (18%), seguida de la Iglesia católica (15%) a través de su diócesis, y otras tres denominaciones metodistas: Iglesia Libre de Tonga (12%), Iglesia de Tonga (7%), y la Iglesia Cristiana Tokaikolo (2.5%). En Tonga también está presente la Iglesia Adventista del Séptimo Día de Tonga, la Iglesia anglicana, adherentes al bahaísmo, hinduismo, budismo y musulmanes, lo cual constituye menos del 3% de la población.  

### Cifras del censo
| Religión     | 1986   | 1996   | 2006    | 2011    |
| ------------ | ------ | ------ | ------- | ------- |
| Cristianismo | 90,174 | 94,489 | 99,255  | 101,272 |
| Bahaísmo     | 0 0    | 595    | 686     | 777     |
| Hinduismo    | 0 0    | 0 0    | 104     | 100     |
| Budismo      | 0 0    | 0 0    | 71      | 183     |
| Islam        | 0 0    | 35     | 47      | 24      |
| Otra         | 2874   | 830    | 202     | 877     |
| No responde  | 0 0    | 10     | 1,698   | 275     |
| Ninguna      | 0 0    | 61     | 28      | 288     |
| Total        | 94,049 | 96,020 | 101,991 | 103,043 |

| Religión                                                | 1986   | 1996   | 2006   | 2011    |
| ------------------------------------------------------- | ------ | ------ | ------ | ------- |
| Iglesia Wesleyana Libre                                 | 40,371 | 39,703 | 38,052 | 36,592  |
| Iglesia Católica                                        | 14,921 | 15,309 | 15,922 | 15,441  |
| Iglesia de Jesucristo de los Santos de los Últimos Días | 11,270 | 13,225 | 17,109 | 18,554  |
| Iglesia Libre de Tonga                                  | 10,413 | 11,226 | 11,599 | 11,863  |
| Iglesia de Tonga                                        | 6.882  | 7,016  | 7.295  | 6,935   |
| Iglesia Cristiana Tokaikolo                             | 3,047  | 2.919  | 2,597  | 2,533   |
| Iglesia Anglicana                                       | 563    | 720    | 765    | 728     |
| Iglesia Adventista del Séptimo Día                      | 2,143  | 2,381  | 2,282  | 2,331   |
| Asamblea de Dios                                        | 565    | 1,082  | 2,350  | 2,602   |
| Iglesia Constitucional de Tonga                         | 0 0    | 845    | 941    | 961     |
| Iglesia Evangélica                                      | 0 0    | 63     | 243    | 236     |
| Testigos de Jehová                                      | 0 0    | 0 0    | 0 0    | 462     |
| Otra denominación pentecostal                           | 0 0    | 0 0    | 0 0    | 1,034   |
| Total                                                   | 90,175 | 94,489 | 99,255 | 101,272 |

## Libertad religiosa
La Constitución de Tonga establece la libertad de culto, con la condición de que esta libertad no se utilice para "cometer el mal" o para violar la ley. La constitución prohíbe las transacciones comerciales los domingos de acuerdo con el Sábado Cristiano, excepto el sector turístico.

«Todos los hombres son libres de practicar su religión y adorar a Dios según lo consideren conveniente de acuerdo con los dictados de sus propias conciencias de adoración y de reunirse para el servicio religioso en los lugares que deseen. Pero no será lícito usar esta libertad para cometer actos perversos y licenciosos o bajo el nombre de culto para hacer lo que sea contrario a la ley y la paz del país».
Artículo 5, Capítulo I, de la Constitución de Tonga.

Las organizaciones religiosas no están obligadas a registrarse con el gobierno, pero pueden hacerlo para recibir exenciones de impuestos, el derecho de emitir certificados de matrimonio legalmente reconocidos y otros privilegios. Los misioneros extranjeros pueden operar en el país sin restricciones especiales.
Las escuelas públicas pueden optar por incluir una hora de educación religiosa por semana; los estudiantes deben asistir a clases de religión, según cual sea el culto que profesan. Muchas organizaciones religiosas operan escuelas privadas.
El gobierno permite que las organizaciones religiosas transmitan programas en Television Tonga y Radio Tonga, oficialmente con la restricción de que deben limitar sus mensajes para estar "dentro de los límites de la tradición cristiana dominante". A pesar de esta restricción, en el pasado la comunidad Bahá'í tenía espacios en los medios.A partir de 2017, no ha habido informes de que el gobierno haya negado las solicitudes de tiempo de emisión de ninguna organización religiosa.